# Fesshaye Yohannes
Fesshaye Yohannes, né le 19 septembre 1958 et mort probablement le 11 janvier 2007, est un poète, dramaturge et journaliste érythréen.

## Biographie
Vétéran de la Guerre d'indépendance, Fesshaye Yohannes devient « une figure de la vie politique et médiatique en Érythrée » à la suite de l'indépendance du pays en 1991. Poète, dramaturge, il anime une troupe de danse et de théâtre, et participe à la fondation du journal Setit. Avec des articles traitant des problèmes de pauvreté, de prostitution, et d'absence d'infrastructures pour les vétérans handicapés de la Guerre d'indépendance, Setit devient « l’hebdomadaire le plus lu du pays »,.
À la mi-septembre 2001, le gouvernement érythréen du Président Issayas Afewerki interdit tous les médias indépendants et, au nom de la « lutte contre le terrorisme » à la suite des attentats du 11 septembre aux États-Unis, ordonne l'arrestation de tout journaliste indépendant. À la suite de l'arrestation de plusieurs de ses collègues, Yohannes se présente de lui-même aux autorités, et est emprisonné. En avril 2002, ayant entamé une grève de la faim pour exiger d'être jugé, il est transféré dans un pénitencier souterrain et, selon certaines sources, torturé. Il reçoit cette même année le Prix annuel international de la liberté de la presse du Comité pour la protection des journalistes. Dans ce pénitencier, lui et plusieurs autres « prisonniers politiques sont détenus à l’isolement complet et dans des conditions inhumaines », sous surveillance militaire, attachés au mur par les pieds, menottés en permanence, dans des cellules éclairées sans discontinuer. Sa santé se détériore ; « paralysé d’une main et marchant avec difficulté », il est hospitalisé à plusieurs reprises, puis emprisonné à nouveau dans ce même pénitencier. 
Sa mort en détention le 11 janvier 2007 est attestée par plusieurs sources, même si les autorités érythréennes se refusent à tout commentaire. Elle fait suite au décès en détention de Said Abdulkader, Medhanie Haile et Yusuf Mohamed Ali, tous rédacteurs en chef de journaux indépendants (et donc interdits), entre 2005 et 2006. Au moment de la mort de Yohannes, au moins quatorze autres journalistes sont détenus en isolement complet dans les prisons érythréennes. Depuis 2007, l'Érythrée est systématiquement classée dernière, juste derrière la Corée du Nord, au Classement mondial de la liberté de la presse.